# 法戈 (喬治亞州)
法戈（英語：Fargo）是一個位於美國喬治亞州克林奇縣的城市。

## 地理
法戈的座標為30°41′12″N 82°34′01″W / 30.68667°N 82.56694°W，而該地的平均海拔高度為34米（即112英尺）。

## 人口
根據2010年美國人口普查的數據，法戈的面積為7.14平方千米，當中陸地面積為7.11平方千米，而水域面積為0.03平方千米。當地共有人口3135人，而人口密度為每平方千米439人。